# Miss Tschechoslowakei
Miss Tschechoslowakei war ein nationaler Schönheitswettbewerb für unverheiratete Frauen in der Tschechoslowakei, der im Inland Miss Československo hieß. Seine Ursprünge gehen auf die Zeit vor dem Zweiten Weltkrieg zurück. Bereits damals nahmen die Gewinnerinnen an den Wahlen zur Miss Europe und Miss Universe teil. Aus dieser Zeit sind nur wenige Namen überliefert: 1930 Milada Dostolová und 1935 Trude Böhm.
Für eine lange Unterbrechung des Wettbewerbs sorgten der Zweite Weltkrieg und die anschließende Herrschaft des Kommunismus. Nur um die Zeit des Prager Frühlings fanden von 1966 bis 1970 vorübergehend wieder Misswahlen statt, deren Siegerinnen sogar international kandidierten. Erst seit 1989 werden wieder jährliche Wettbewerbe ausgetragen.
Nach der Teilung des Landes in eine Tschechische und eine Slowakische Republik mit Wirkung zum 1. Januar 1993 wurde der Titel Miss Tschechoslowakei nicht mehr vergeben, wenn auch im ersten Jahr noch eine gemeinsame Misswahl stattfand.
Von 1989 an führte die Agentur Art Production K./2 die Wahlen durch, aber seit 1994 nur noch in der Tschechischen Republik unter dem Titel Miss Tschechien (im Inland: Miss České Republiky).

## Die Siegerinnen
| Jahr      | Staat                         | Ort der Wahl      | Platz 1             | Platz 2                         | Platz 3                         |
| --------- | ----------------------------- | ----------------- | ------------------- | ------------------------------- | ------------------------------- |
| 1927      | Tschechoslowakei              | Prag              | Ela Poznerová       | Anny Ondráková, Anežka Trojková | Anny Ondráková, Anežka Trojková |
| 1928      | Tschechoslowakei              | Prag              | Marie Kopecká       | Anna Pavelková                  | Helena Sováková                 |
| 1929      | nicht ausgetragen             | nicht ausgetragen | nicht ausgetragen   | nicht ausgetragen               | nicht ausgetragen               |
| 1930      | Tschechoslowakei              | Prag              | Milada Dostálová    | Lucie Kostková                  | Eva Sobotková                   |
| 1931–1934 | nicht ausgetragen             | nicht ausgetragen | nicht ausgetragen   | nicht ausgetragen               | nicht ausgetragen               |
| 1935      | Tschechoslowakei              | Prag              | Trude Böhm          | Taťána Mačková                  | Daniela Votrubová               |
| 1936      | nicht ausgetragen             | nicht ausgetragen | nicht ausgetragen   | nicht ausgetragen               | nicht ausgetragen               |
| 1937      | Tschechoslowakei              | Prag              | Karolína Marková    | Iveta Růžičková                 | Simona Černá                    |
| 1938      | Tschechoslowakei              | Prag              | Hana Lounová        | Jana Krumlová                   | Stanislava Bartošová            |
| 1939      | Tschechoslowakei              | Prag              | Linda Michálková    | Renata Sokolová                 | Markéta Divá                    |
| 1940      | Protektorat Böhmen und Mähren | Prag              | Veronika Zpěváková  | Heidy Müller                    | Anna Bayer                      |
| 1941–1965 | nicht ausgetragen             | nicht ausgetragen | nicht ausgetragen   | nicht ausgetragen               | nicht ausgetragen               |
| 1966      | Tschechoslowakei              | Prag              | Dagmar Silvínová    | Pavlína Novotná                 | Ildiga Tůmová                   |
| 1967      | Tschechoslowakei              | Ostrava           | Alžbeta Štrkulová   | Zuzana Pořízková                | Iva Filipová                    |
| 1968      | Tschechoslowakei              | Bratislava        | Jarmila Teplánová   | Jiřina Chmátalová               | Irena Nováčíková                |
| 1969      | Tschechoslowakei              | Karlovy Vary      | Kristina Hanzalová  | Marcela Bitnarová               | Barbora Slavíková               |
| 1970      | Tschechoslowakei              | Karlovy Vary      | Miroslava Jančíková | Xenie Hallová                   | Eva Fiedlerová                  |
| 1971–1988 | nicht ausgetragen             | nicht ausgetragen | nicht ausgetragen   | nicht ausgetragen               | nicht ausgetragen               |
| 1989      | Tschechoslowakei              | Ostrava           | Ivana Christová     | Jana Hronková                   | Michaela Polívková              |
| 1990      | Tschechoslowakei              | Ostrava           | Renáta Gorecká      | Andrea Rozkovcová               | Ingrid Ondrovičová              |
| 1991      | Tschechoslowakei              | Ostrava           | Michaela Maláčová   | Andrea Tatarková                | Markéta Silná                   |
| 1992      | Tschechoslowakei              | Karlovy Vary      | Pavlína Babůrková   | Gabriela Haršányová             | Štěpánka Týcová                 |
| 1993      | Tschechien + Slowakei         | Karlovy Vary      | Silvia Lakatošová   | Karin Majtánová                 | Simona Smejkalová               |

## Teilnehmerinnen an internationalen Wettbewerben 1967 bis 1970
| Jahr | Miss World        | Miss Universe      | Miss Europe       |
| ---- | ----------------- | ------------------ | ----------------- |
| 1967 | Alžběta Štrkulová | –                  | –                 |
| 1968 | –                 | –                  | Alžběta Štrkulová |
| 1969 | Marcela Bitnarová | –                  | Jarmila Teplánová |
| 1970 | –                 | Kristina Hanzalová | –                 |

## Wettbewerbe in den Nachfolgestaaten
- Miss Tschechien
- Miss Slowakei